# Kloster Asbach

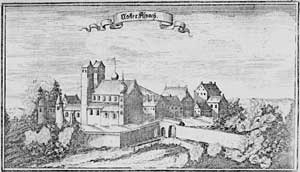
Ansicht aus dem „Churbaierischen Atlas“ des Anton Wilhelm Ertl, 1687

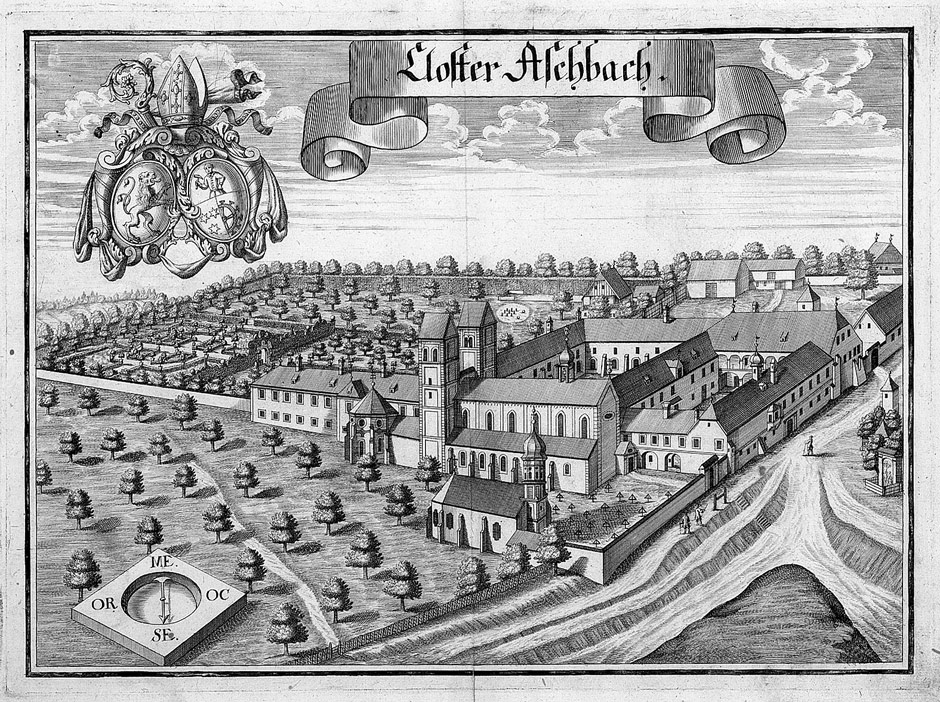
Ansicht von Michael Wening, 1701–26

Das Kloster Asbach ist eine ehemalige Benediktinerabtei in Asbach, einem Ortsteil des Marktes Rotthalmünster im Landkreis Passau. In seinen Gebäuden ist heute ein 1984 gegründetes Zweigmuseum des Bayerischen Nationalmuseums untergebracht, die ehemalige Klosterkirche dient als Pfarrkirche Asbach.

## Geschichte
Das St. Matthäus geweihte Kloster wurde vor 1091 durch Christina, die Witwe des Grafen Gerold von Frauenstein und Ering gegründet und zunächst von Lambach aus besiedelt. Ihre Stiftung fiel 1127 Bischof Otto von Bamberg zu, der das Kloster einweihte, es zunächst dem Kloster Prüfening unterstellte und die Hirsauer Reform einführte. Der in Emmeram ausgebildete Abt Friedrich von Sigenheim errichtete die Kirche von 1170 bis 1176 erneut.
Das Kloster wurde 1803 im Zuge der Säkularisation aufgelöst. Die Klosterkirche machte man zur Pfarrkirche der 1806 errichteten Pfarrei Asbach, in der Prälatur wurde eine Schule untergebracht, die übrigen Gebäude gingen in Privatbesitz über. Seit 1976 ließ der Kulturkreis Kloster Asbach die Klostergebäude restaurieren. Heute befindet sich in ihnen ein 1984 gegründetes Zweigmuseum des Bayerischen Nationalmuseums.

## Klosterkirche
Die Kirche St. Matthäus entstand 1771 bis 1780 im Stil des Frühklassizismus und dient seit der Säkularisation in Bayern als Pfarrkirche Asbach  der 1806 errichteten Pfarrei Asbach.

## Klostergebäude

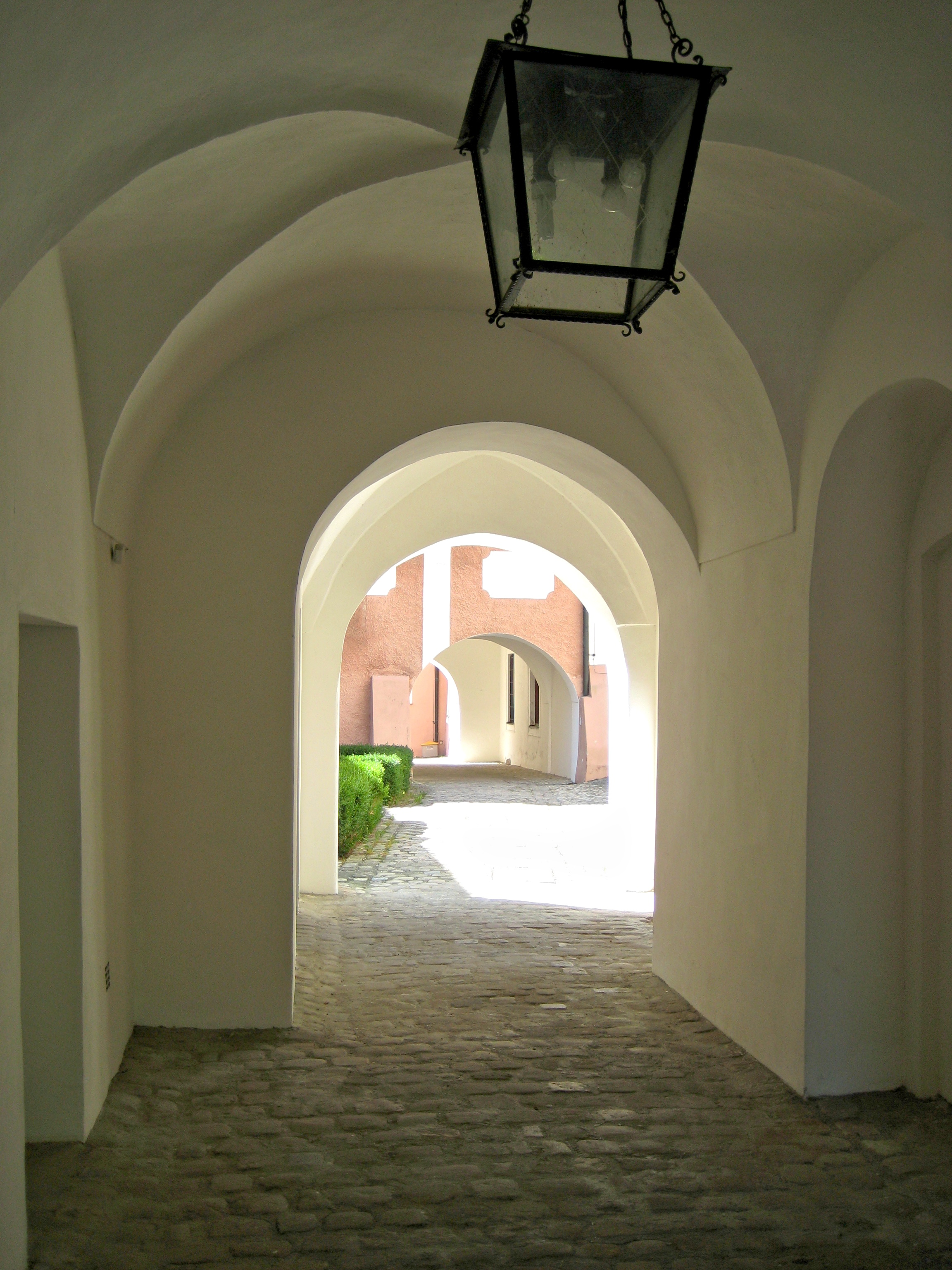
Blick durch den Gewölbegang auf die Innenhöfe

Die zweigeschossigen Gebäude gruppieren sich um zwei Höfe. Die Bauten des Osthofes führte um 1680 Domenico Christoforo Zuccalli auf, die des Westhofes entstanden zu Beginn des 18. Jahrhunderts. Die Fensterrahmungen stuckierte Johann Baptist Modler. Im Inneren sind von Bedeutung der sogenannte Grafensaal mit Stuck von Modler und der Speisesaal mit einem Deckengemälde des Manna-Regens von Johann Jakob Zeiller aus dem Jahr 1771.